# Röhrig (Biebergemünd)
Röhrig ist ein ehemals selbständiger Teil des Ortsteils Bieber der Gemeinde Biebergemünd im  in hessischen Main-Kinzig-Kreis.

## Geografische Lage
Das Dorf liegt 245 m über NN, 1,5 km östlich von Bieber. Im Ort mündet der Elsebach in die Bieber.

## Geschichte
Bereits ab 1000 soll der Obergrund des Biebertals besiedelt worden sein. Röhrig gehörte zum Amt Bieber und damit als Lehen von Kurmainz zunächst zur Grafschaft Rieneck. Durch Erbschaft gelangte 1333 die Hälfte des Amtes – und damit auch Röhrig – an die Herren von Hanau. Es entstand also ein Kondominat. Bei der Teilung der Grafschaft Hanau 1458 kam die Hanauer Hälfte des Kondominats zur Grafschaft Hanau-Münzenberg. 1559 starben die Grafen von Rieneck aus. Ihre Rechte fielen an Kurmainz zurück. Röhrig lag nun in einem Kondominat zwischen Kurmainz und der Grafschaft Hanau-Münzenberg. 
Im Dreißigjährigen Krieg wurde Röhrig schwer zerstört. Nach dem Krieg war der Ort auf etwa ein Zehntel seiner vorherigen Größe, auf nur wenige Häuser, geschrumpft.
Einwohnerentwicklung:
- 1598: 33 Haushaltungen
- 1633: 44 Haushaltungen
- 1753: 5 Haushaltungen mit 33 Personen
- 1895: 4 Häuser mit 33 Bewohnern

In der Folgezeit wurde Röhrig deshalb dem benachbarten Ort Bieber zugeschlagen. Der Ort war auch nach Bieber eingepfarrt. 1684 wurde das Kondominat zwischen Mainz und Hanau durch einen Vertrag aufgelöst: Das Amt Bieber – und damit auch Röhrig – wurde im Tausch mit anderen Gebieten vollständig an die Grafschaft Hanau übertragen. 1736 starb mit Graf Johann Reinhard III. der letzte Graf von Hanau und die Grafschaft Hanau-Münzenberg fiel an die Landgrafschaft Hessen-Kassel (ab 1803: „Kurfürstentum Hessen“). Hier kam es 1821 zu einer grundlegenden Verwaltungsreform. Bieber gehörte nun zum neu gebildeten Landkreis Gelnhausen der wiederum 1974 im Main-Kinzig-Kreis aufging. 1971 wurden die Gemeinden Bieber, Roßbach, Lanzingen und Breitenborn/Lützel im Zuge der Gebietsreform in Hessen zur (Groß-)Gemeinde Bieber zusammengeschlossen, die wiederum seit 1974 gemeinsam mit Biebergemünd die (neue) Gemeinde Biebergemünd bildet.

## Historische Namensformen
- Rörich (um 1450)
- Rorig (1598)
- Röhrig (1753)

## Weblink
- Röhrig, Main-Kinzig-Kreis. Historisches Ortslexikon für Hessen.  In: Landesgeschichtliches Informationssystem Hessen (LAGIS).

Koordinaten: 50° 9′ 33,6″ N, 9° 20′ 42,3″ O